# Egon Ranshofen-Wertheimer
Egon Ranshofen-Wertheimer (* 4. september 1894 v Ranshofen/Braunau am Inn; † 27. Dezember 1957 v New York-u, je bil avstrijski diplomat, žurnalist, pravnik in znanstvenik.

## Življenje
Rojen je bil Egon Ranshofen-Wertheimer v kraju Ranshofen pri Braunau-u ob reki Inn kot sin katoliškega veleposestnika Julija. Družina je imela daljne judovske prednike. Njegov stari oče Ferdinand Wertheimer je bil zgornjeavstrijski deželni poslanec. Po prvi svetovni vojni, iz katere se je vrnil kot marksist, je do leta 1921 študiral na Dunaju, v Zürichu, Berlinu, Münchnu in Heidelberg-u. V Heidelberg-u se je zbližal s socialistično visokošolsko skupino, ki se je zbirala ob Carl-u Mierendorff-u. V teku let je Ranshofen-Wertheimer razvil zmeraj bolj pragmatično stališče in se je odločil za social-demokrate. Od leta 1921 do 1924 je bil žurnalist v Hamburgu in nato do leta 1930 kot dopisnik za socialdemokratski list »Vorwärts« v Londonu. Tam je napisal prvo knjigo: »Portret britanske delavske partije«, ki je postala uspešnica, navezal je stike z mladim žurnalistom in gospodarstvenikom Leopold-om Kohr-om. Njegova knjiga je vzbudila pozornost britanske vlade, ki je imela velik vpliv na » Zvezo narodov«. Zato mu je bilo omomgočeno po letu 1930 za deset let delovati v Ženevi kot diplomat in vodja v uradu Zveze narodov. 
Zaradi katastrofe v Evropi je emigriral v Ameriko, kjer je v letih 1940-1941 predaval kot profesor na »American University« v Washingtonu in od leta 1942-1945 pri Carnegie Endowment for International Peace. 1945-1946 je bil v ameriškem zunanjem ministrstvu konzulent za UN zadeve. 
Egon Ranshofen-Wertheimer je podpiral ameriško vlado v boju proti Nemčiji s tem, da se je s svojjim mlajšim tovarišem Leopold-om Kohr-om, ki je med drugim deloval pri New York Times-u, publicistično udejstvoval proti nacionalsocialistični vladi. Od leta 1946 do 1955, do svoje upokojitve je deloval za »Združene narode« v komisijah za Korejo, Somalijo in Eritreo. Po upokojitvi je bil svetovalec pri ZN v zastopstvu Avstrije.
Po svojem delu 'The International Secretariat - A Great Experiment in International Administration je pripravljal pot za ZN.
Ranshofen-Wertheimer in Kohr sta se tudi zavzemala za odpravo »vlade štirih« in za neodvisnost Avstrije. Da je Avstrija tako hitro bila sprejeta v ZN 1955 je prav tako v veliki meri zasluga Egona Ranshofen Wertheimer. E.R.W. je pokopan v družinskem grobu na pokopališču gradu Ranshofen.

## Obdelava
Dnevi sodobne zgodovine - 16. po vrsti v Braunau-u pod geslom »Pacemakers Manual« so se bavili z E.R.W.
Mesto Braunau ob Inn-u in društvo za sodobno zgodovino je 29. septembra 2007 odlikovalo družino Trapp z odličjem Egona Ranshofen Wertheimer-ja. Dne 3. maja 2008 ga je Ernst Florian Winter sprejel (sorodnik družine Trapp).

## Publikacije
- Das Antlitz der britischen Arbeiterpartei, Verlag J.H.W. Dietz Nachf., Berlin 1929
- Victory is not enough. The strategy for a lasting peace, W.W. Norton & Company Publishers, New York 1942
- The International Secretariat - A Great Experiment in International Administration. Carnegie Endowment For International Peace, Washington 1945

## Povezave
```
  (v nemščini)
```

- Predloga:PND
- Dr. Egon Ranshofen-Wertheimer plötzlich gestorben Arhivirano 2007-10-18 na Wayback Machine. bei hrb.at (16. Braunauer Zeitgeschichte-Tage)
- Egon Ranshofen-Wertheimer und Leopold Kohr: Mit der Washington Post gegen die Nazis Arhivirano 2007-06-26 na Wayback Machine. bei hrb.at (16. Braunauer Zeitgeschichte-Tage)
- Egon Ranshofen-Wertheimer als Wegbereiter für die UNO Arhivirano 2007-09-28 na Wayback Machine. bei mountainfuture.at
- Dr. Egon Ranshofen-Wertheimer: Diplomat, Journalist, Nazigegner und verlorener Sohn Österreichs in der jüdischen Kulturzeitschrift David
- Von den drei Jung- *Sozialisten ist nun auch der letzte dahingegangen ... in Die Zeit, 1958

1. ↑  Katalog Nemške nacionalne knjižnice
2. ↑  https://www.geschichtewiki.wien.gv.at/Wien_Geschichte_Wiki?curid=35909
3. ↑  Salzburgwiki